# A.P. Indy

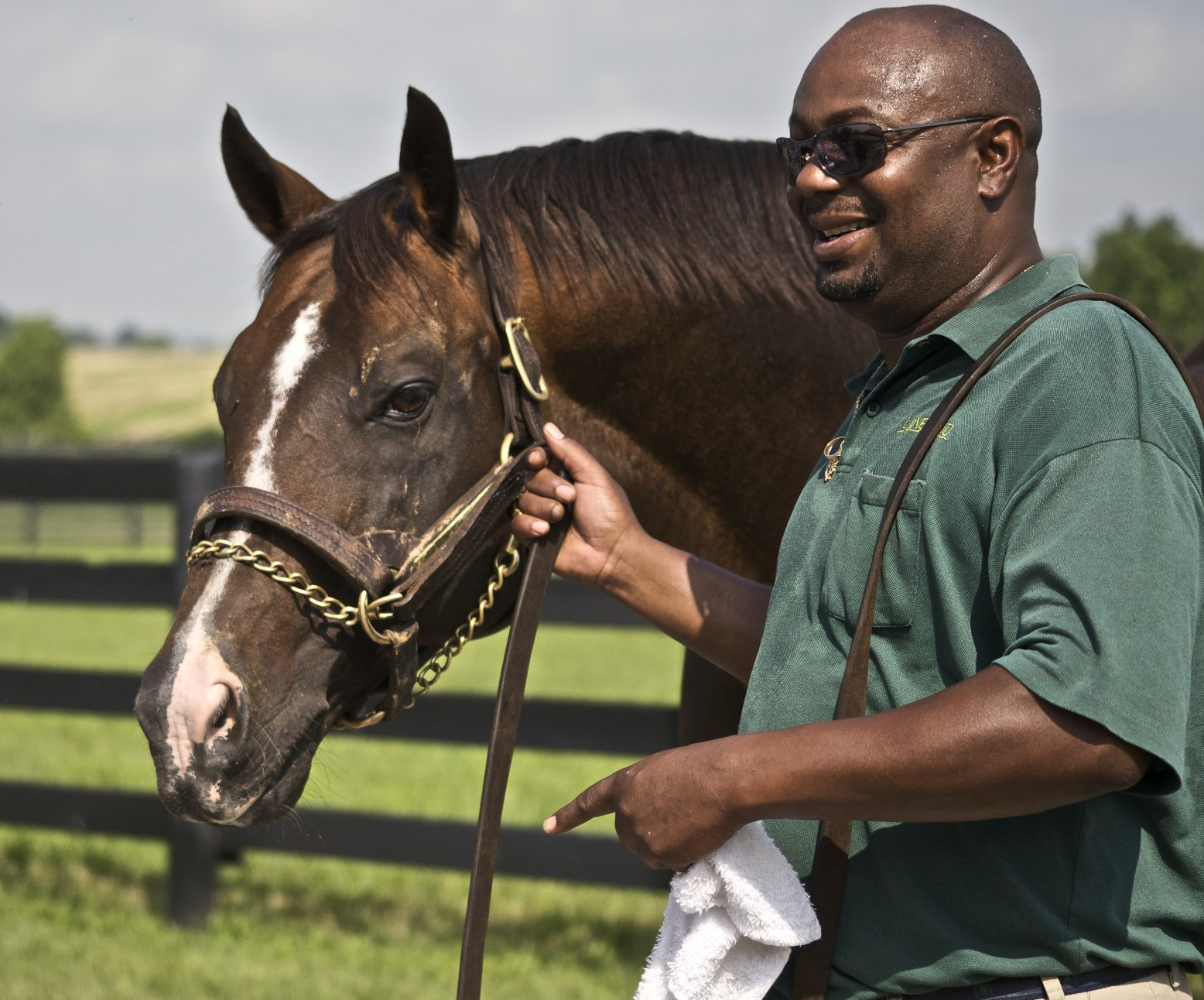
A.P. Indy in 2010

A.P. Indy (31 maart 1989 – 21 februari 2020) was een zeer succesvol volbloed racepaard.
A.P. Indy is gefokt door William S. Kilroy. De vader van A.P. Indy is Triple Crown-winnaar Seattle Slew. Zijn moeder is Weekend Suprise, een dochter van Triple Crown-winnaar Secretariat. Met deze twee tophengsten in zijn bloed werd hij als duurste jaarling van 1990 verkocht. Het bedrag dat Tomonori Tsurumaki voor A.P. Indy neertelde was $ 2,9 miljoen. A.P. Indy werd daardoor gezien als de nieuwe Triple Crown-winnaar, maar hij wist alleen de Belmont Stakes te winnen. Naast de Belmont Stakes heeft hij de Breeders Cup Classic, de Santa Anita Derby en de Hollywood Futurity gewonnen. 
A.P. Indy heeft succesvolle nakomelingen, waaronder de Belmont Stakes-winnares Rags to Riches.